# Sukaratu (Malangbong)
Sukaratu is een bestuurslaag in het regentschap Garut van de provincie West-Java, Indonesië. Sukaratu telt 5208 inwoners (volkstelling 2010).